# На-Редона
На-Редона (кат. Na Redona) или На-Родона (кат. Na Rodona) — небольшой необитаемый остров в Средиземном море, является одним из островов архипелага архипелага Кабрера, входящего в состав Балеарских островов (Испания). Административно относится к муниципии Пальма-де-Мальорка.
Площадь острова — 0,101 (1,07) км², ширина составляет 350 м, длина — 340 м. Наивысшая точка расположена на высоте 57 м над уровнем моря. Берега острова высокие и обрывистые.
Остров входит в состав Национального парка архипелага Кабрера, уникального произрастающими на его территории эндемичными видами растений.